# خولة بنت ثعلبة
| خولة بنت ثعلبة خولة بنت ثعلبة معلومات شخصية الميلاد - - اللقب المرأة التي سمع الله شكواها، ونزلت فيها الآيات الأولى من سورة المجادلة الزوج أوس بن الصامت الأولاد الربيع بن أوس الحياة العملية النسب خولة بنت ثعلبة بن أصرم بن فهد بن ثعلبة بن غنم بن عوف من الخزرج أهم الإنجازات نزلت في أمرها سورة المجادلة تعديل مصدري - تعديل |                                                                        |
| |                                                                        |
| خولة بنت ثعلبة |                                                                        |
| خولة بنت ثعلبة |                                                                        |
| معلومات شخصية |                                                                        |
| الميلاد | -                                                                      |
| اللقب | المرأة التي سمع الله شكواها، ونزلت فيها الآيات الأولى من سورة المجادلة |
| الزوج | أوس بن الصامت                                                          |
| الأولاد | الربيع بن أوس                                                          |
| الحياة العملية |                                                                        |
| النسب | خولة بنت ثعلبة بن أصرم بن فهد بن ثعلبة بن غنم بن عوف من الخزرج         |
| أهم الإنجازات | نزلت في أمرها سورة المجادلة                                            |
| |                                                                        |
| |                                                                        |
| تعديل مصدري - تعديل |                                                                        |

خولة بنت ثعلبة ، هي المرأة التي نزلت فيها الآيات الأولى من سورة المجادلة. حيث نادت ربها: «اللهم إني أشكو إليك ما نزل فيّ» فأنزل الله تعالى قوله في سورة المجادلة:
﴿قَدْ سَمِعَ اللَّهُ قَوْلَ الَّتِي تُجَادِلُكَ فِي زَوْجِهَا وَتَشْتَكِي إِلَى اللَّهِ وَاللَّهُ يَسْمَعُ تَحَاوُرَكُمَا إِنَّ اللَّهَ سَمِيعٌ بَصِيرٌ ۝١﴾ [المجادلة:1]

## نسبها وزوجها
هي خولة بنت ثعلبة بن أصرم بن فهر بن ثعلبة بن غنم بن عوف من ربات الفصاحة والبلاغة والجمال وصاحبة النسب الرفيع، زوجها هو أوس بن الصامت  أخو عبادة بن الصامت . وهو ممن شهد بدراً وأحداً، وأغلب الغزوات مع رسول الله ﷺ. وأنجبت منه زوجته خولة ولدهما الربيع بن أوس.

## جدال وآية قرآنية
راجعت خولة زوجها أوس بن الصامت بشيء ما فاختلفا في ذلك وغضب منها وقال: «أنت عليَ كظهر أمي»، فقالت له زوجته خولة والدموع تنهل من عينيها لشدة ما سمعت منه:«والله لقد تكلمت بكلام عظيم، ما أدري مبلغُهُ..» ثم خرج الزوج بعد أن قال ما قال فجلس في نادي القوم ساعة، ثم دخل عليها يراودها عن نفسها، ولكنها امتنعت حتى تعلم حكم الله، فقالت:«كلا... والذي نفس خولة بيده، لا تخلصنَّ إلي وقد قلت ما قلت حتى يحكم الله ورسوله فينا بحكمه...».
خرجت خولة حتى جاءت رسول الله ﷺ، فجلست بين يديه، فذكرت له ما لقيت من زوجها، وهي بذلك تريد أن تستفتيه وتجادله في الأمر، فقالت له: "يا رسول الله، إن أوساً من قد عرفت، أبو ولدي، وابن عمي، وأحب الناس إلي، وقد عرفت ما يصيبه من اللمم وعجز مقدرته، وضعف قوته، وعي لسانه، وأحق من عاد عليه أنا بشيء إن وجدته، وأحق من عاد علي بشيء إن وجده هو، وقد قال كلمة والذي أنزل عليك الكتاب ما ذكر طلاقاً قال: "أنت علي كظهر أمي".
فقال رسول الله ﷺ: «ما أراكِ إلا قد حرمت عليه»، والمرأة المؤمنة تعيد الكلام وتبين لرسول الله ما قد يصيبها وابنها إذا افترقت عن زوجها، وفي كل مرة يقول لها رسول الله صلى الله عليه وسلم: «ما أراكِ إلا قد حرمت عليه».
وأزاحت الصحابية الجليلة المؤمنة الصابرة نفسها واتجهت نحو الكعبة المشرفة، ورفعت يديها إلى السماء وفي قلبها حزن وأسى، وفي عينيها دموع وحسرة، قائلة: «اللهم إني أشكو إليك شدة وجدي، وما شقّ علي من فراقه، اللهم أنزل على لسان نبيك ما يكون فيه فرج.» تقول السيدة عائشة  وهي تصف لنا حالة خولة: «فلقد بكيت وبكى من كان منها ومن أهل البيت رحمةً لها ورقة عليها».يذكر انها قالت ان لي صبية صغار ان ضممتهم الي جاعوا وان ضممتهم اليه ضاعوا
وما كادت تفرغ من دعائها حتى تغشى رسول الله صلى الله عليه وسلم ما كان يتغشاه عند نزول الوحي، ثم سرى عنه. فقال رسول الله ﷺ: «يا خولة قد أنزل الله فيك وفي صاحبك قرأنا»
ثم قرأ عليها: 
﴿قَدْ سَمِعَ اللَّهُ قَوْلَ الَّتِي تُجَادِلُكَ فِي زَوْجِهَا وَتَشْتَكِي إِلَى اللَّهِ وَاللَّهُ يَسْمَعُ تَحَاوُرَكُمَا إِنَّ اللَّهَ سَمِيعٌ بَصِيرٌ ۝١ الَّذِينَ يُظَاهِرُونَ مِنْكُمْ مِنْ نِسَائِهِمْ مَا هُنَّ أُمَّهَاتِهِمْ إِنْ أُمَّهَاتُهُمْ إِلَّا اللَّائِي وَلَدْنَهُمْ وَإِنَّهُمْ لَيَقُولُونَ مُنْكَرًا مِنَ الْقَوْلِ وَزُورًا وَإِنَّ اللَّهَ لَعَفُوٌّ غَفُورٌ ۝٢ وَالَّذِينَ يُظَاهِرُونَ مِنْ نِسَائِهِمْ ثُمَّ يَعُودُونَ لِمَا قَالُوا فَتَحْرِيرُ رَقَبَةٍ مِنْ قَبْلِ أَنْ يَتَمَاسَّا ذَلِكُمْ تُوعَظُونَ بِهِ وَاللَّهُ بِمَا تَعْمَلُونَ خَبِيرٌ ۝٣ فَمَنْ لَمْ يَجِدْ فَصِيَامُ شَهْرَيْنِ مُتَتَابِعَيْنِ مِنْ قَبْلِ أَنْ يَتَمَاسَّا فَمَنْ لَمْ يَسْتَطِعْ فَإِطْعَامُ سِتِّينَ مِسْكِينًا ذَلِكَ لِتُؤْمِنُوا بِاللَّهِ وَرَسُولِهِ وَتِلْكَ حُدُودُ اللَّهِ وَلِلْكَافِرِينَ عَذَابٌ أَلِيمٌ ۝٤﴾ [المجادلة:1–4]
. ثم بين النبي صلى الله عليه وسلم كفارة الظهار. فقال النبي ﷺ: «قد أصبت وأحسنت فاذهبي فتصدقي به عنه، ثم استوصي بابن عمك خيرا» ففعلت.
ونهضت خولة  لتعود إلى زوجها، فتجده جالساً جانب الباب ينتظرها، فقال لها: يا خولة ما وراءكِ؟
فقالت والفرحة على وجهها: «خيراً...» وشرحت له ما قال لها الرسول ﷺ لإي أمر الكفارة.

## موقفها مع عمر بن الخطاب
ومما روي في شأن خولة  أن عمر بن الخطاب  مر بها في زمن خلافته وهو أمير المؤمنين وكان راكباً على حمار، فاستوقفته خولة طويلاً ووعظته. وقالت له: «يا عمر، عهدتك وأنت تسمى عميراً في سوق عكاظ ترعى الصبيان بعصاك، فلم تذهب الأيام حتى سميت عمر ثم تذهب الأيام حتى سميت أمير المؤمنين، فاتق الله في الرعية، واعلم أنه من خاف الوعيد قرب عليه البعيد، ومن خاف بالموت خشي الفوت، ومن أيقن بالحساب خاف العذاب.»
وعمر بن الخطاب  واقف أمامها، يسمع كلامها في إمعان وقد أحنى رأسه مصغياً إليها... وقد كان برفقته أحد مرافقيه وهو جارود العبدي، فلم يستطع صبراً لما قال خولة لأمير المؤمنين فقال لها في غضب: «قد أكثرت أيتها المرأة العجوز على أمير المؤمنين». فقال عمر بن الخطاب : «دعها... أما تعرفها؟ هذه خولة التي سمع الله قولها من فوق سبع سموات وعمر أحق والله أن يسمع لها..»
وفي رواية أخرى:
قيل له: يا أمير المؤمنين اتقف لهذه العجوز هذا الموقف. قال : «والله لو حبستني من أول النهار إلى آخره ما زلت إلا للصلاة المكتوبة، إنها خولة بنت ثعلبة سمع الله قولها من فوق سبع سموات، أيسمع رب العالمين قولها ولا يسمعه عمر».

## وفاتها ومدفنها
لم يُتأكد من تثبيت سنة وفاتها ومدفنها.